# Cazals (Tarn e Garonna)
Cazals è un comune francese di 249 abitanti situato nel dipartimento del Tarn e Garonna nella regione dell'Occitania.

## Società

### Evoluzione demografica
Abitanti censiti